# Буйный (эсминец, 1949)
«Буйный» — советский эскадренный миноносец проекта 30-бис тип Смелый. Был спущен на воду 23 сентября 1949 года. Боевую службу провёл в составе Черноморского флота ВМФ СССР.

## Характеристики
- Водоизмещение: 3101 т.
- Размеры: длина — 120,5 м, ширина — 12 м, осадка — 4,25 м.
- Скорость полного хода: 36,6 узлов.
- Дальность плавания: 3660 миль при 15,5 узлах.
- Силовая установка: ГТЗА типа ТВ-6, двухвальная, 60000 л. с.
- Экипаж 286 человек.

### Вооружение
Две двухорудийные 130-мм артиллерийские установки башенного типа Б-2ЛМ, одна двухорудийная 85-мм артустановка башенного типа 85-К, 4х2х37-мм зенитных установок В-11, 3x25-мм зенитных автоматов 2М-3м, 2x553-мм пятитрубных торпедных аппарата, 2 противолодочных бомбомёта БМБ-2, глубинные бомбы (ББ-1), якорные мины (36 шт. типа КБ «Краб», УКСМ). На первых кораблях вместо В-11 устанавливались 5х1х37 мм, а вместо БМБ-2 устанавливался БМБ-1.
Система управления артогнём главного калибра включала КДП с РЛС «Заря», стрельбовую РЛС, электромеханическую ПУС «Мина 30 бис» (использовалась также для выхода в торпедную атаку и управления торпедной стрельбой). Для управления зенитной стрельбой 85 мм установки 85-К МПУАЗО с использованием электромеханического линейного построителя. Стрельба из ТА осуществлялась как воздухом, так и с использованием пороховых ПВЗ центральной наводкой, с ходового поста с использованием Пр.1Н (Ночной торпедно-артиллерийский визир) и инклинометра (оптического определителя КУц.), или непосредственно с ТА с использованием торпедного визира. Использовались парогазовые торпеды 53-39, 53-56В, противолодочные торпеды СЭТ-53М. На кораблях устанавливалась ГАС «Тамир-5М» и РЛС обнаружения воздушных целей «Гюйс-1». Для управления бомбометами и бомбосбрасывателями на ходовом посту устанавливался электромеханический «Рекордер».

## История строительства
Эскадренный миноносец «Буйный» был зачислен в списки кораблей ВМФ СССР 3 декабря 1947 года, 15 апреля 1949 года был заложен на Николаевском судостроительном заводе № 445 имени 61 коммунара, заводской № 1103. Был спущен на воду 23 сентября 1949 года, вступил в строй 29 августа 1950 года. 14 сентября 1950 года на корабле был поднят Военно-морской флаг, он вошел в состав Черноморского флота ВМФ СССР..

## Служба
В 1950 году в составе 1-й серии эскадренных миноносцев проекта 30-бис Черноморского флота ВМФ СССР («Бдительный», «Безудержный», «Буйный», «Бесстрашный», «Быстрый», «Боевой») вошёл в Эскадру Черноморского флота.
Имел бортовые (тактические) номера: 10 (1954), 221 (1961), 365 (1968), 378 (10.1975), 364 (1976), 386 (1978), 543 (1979), 554?, 531 (1984), 526 (1986).
31 мая — 4 июня 1954 года отряд кораблей Черноморского флота в составе крейсера «Адмирал Нахимов» и эскадренных миноносцев «Буйный» и «Беспощадный» под командованием командующий Черноморским флотом адмирала С. Г. Горшкова совершил официальный визит в Народную Республику Албанию и нанес визит в Дуррес.
На эсминец прибыли командующий флотом адмирал Горшков и министр обороны Албании генерал-полковник Бекир Балуку. Эсминец вышел на юг в залив Влёра, где высокое начальство на торпедном катере обошло прекрасно расположенную естественную бухту.
После начала строительства Крымской военно-морской базы в Донузлаве 14 августа 1967 года в неё перешли большие десантные корабли «Воронежский комсомолец», «Крымский комсомолец», эскадренный миноносец «Буйный» и несколько СДК.
1 декабря 1969 — 30 апреля 1970 года, 1 августа 1970 — 28 февраля 1971 года и 1 августа — 30 ноября 1971 года, находясь в зоне военных действий, выполнял боевую задачу по оказанию помощи вооруженным силам Египта.
В период с 1 февраля 1980 по 18 марта 1982 года прошел на «Севморзаводе» в Севастополе капитальный ремонт. Вошел в состав 65-го дивизиона эсминцев.
В 1983 году в/ч 62663 по штату 61/4-Б в составе 65-го дивизиона эсминцев 39-й дивизий морских десантных сил Черноморского флота с базированием в Крымской военно-морской базы в Донузлаве. В августе 1983 года корабли 39 диМДС участвовали в учении «Юг-83».
7 марта 1986 года был разоружен, исключен из состава ВМФ в связи с намечаемой сдачей в ОФИ для демонтажа и реализации и 22 июля 1985 года был расформирован.

## Командиры
- с марта 1949 по январь 1951 года — капитан 3-го ранга Сысоев, Виктор Сергеевич[6].